# Bubusan
Bubusan is een bestuurslaag in het regentschap Ogan Komering Ilir van de provincie Zuid-Sumatra, Indonesië. Bubusan telt 2075 inwoners (volkstelling 2010).